# Come Through
Come Through er en amerikansk stumfilm fra 1917 af Jack Conway.

## Medvirkende
- Alice Lake som Velma Gay.
- Jean Hathaway som Mrs. Sylvester Van Deek.
- Herbert Rawlinson som James Harrington Court.
- George Webb som Archie Craig.
- Roy Stewart som Buck Lindsay.